# Indonesië op de Olympische Zomerspelen 2016
Indonesië nam deel aan de Olympische Zomerspelen 2016 in Rio de Janeiro, Brazilië. De selectie bestond uit 28 atleten, het grootste deelnemersaantal sinds 2004, actief in zeven sporten. Verspringster Maria Natalia Londa droeg de nationale vlag tijdens de openingsceremonie. Zij was een van de twee Indiërs actief in de atletiek; het grootste deel van de ploeg nam deel aan het badminton (tien atleten) en het gewichtheffen (zeven).

## Medailleoverzicht
| Sport         | Olympiër                      | Onderdeel          | Medaille |
| ------------- | ----------------------------- | ------------------ | -------- |
| Badminton     | Tontowi Ahmad Liliyana Natsir | gemengd dubbelspel | Goud     |
| Gewichtheffen | Eko Yuli Irawan               | –62 kg (m)         | Zilver   |
| Gewichtheffen | Sri Wahyuni Agustiani         | –48 kg (v)         | Zilver   |

## Deelnemers en resultaten
(m) = mannen, (v) = vrouwen 

### Atletiek
| Olympiër               | Discipline      | Resultaat | Prestatie                                        |
| ---------------------- | --------------- | --------- | ------------------------------------------------ |
| Sudirman Hadi          | 100m (m)        | 65e       | serie 1: 2de in 10,77 kwartfinale 4: 9e in 10,70 |
|                        |                 |           |                                                  |
| Maria Natalia Londa VO | verspringen (v) | 26e       | kwalificatie groep B: 12de met 6,29m             |

### Badminton
| Olympiër                                | Discipline     | Resultaat | Prestatie |
| --------------------------------------- | -------------- | --------- | --- |
| Tommy Sugiarto                          | enkelspel (m)  | 9e        | groep J: 1ste W van USA Shu: 2-0 (21–14, 21–10) W van CUB Guerrero: 2-0 (21–12, 21–14) 2de ronde: V van GBR Ouseph: 1-2 (13–21, 21–14, 16–21) |
| Mohammad Ahsan Hendra Setiawan          | dubbelspel (m) | 9e        | groep D: 3de W van IND Attri/Reddy: 2-0 (21–18, 21–13) V van JPN Endo/Hayakawa: 1-2 (17–21, 21–16, 14–21) V van CHN Chai/Hong: 0-2 (15–21, 17–21) |
|                                         |                |           | |
| Lindaweni Fanetri                       | enkelspel (v)  | 17e       | groep J: 3de V van VIE Trang: 0-2 (11–21, 12–21) V van JPN Okuhara: (12–21, 12–21) |
| Nitya Krishinda Maheswari Greysia Polii | dubbelspel (v) | 5e        | groep C: 1ste W van HKG Poon/Tse: 2-0 (21–9, 21–11) W van GBR Olver/Smith: 2-0 (21–10, 21–13) W van MAS Hoo/Woon: 2-0 (21–19, 21–19) kwartfinale: V van CHN Tang/Yu: 0-2 (11–21, 14–21) |
|                                         |                |           | |
| Tontowi Ahmad Liliyana Natsir           | dubbelspel (g) | Goud      | groep C: 1ste W van AUS Middleton/Choo: 2-0 (21–7, 21–8) W van THA Issara/Amitrapai: 2-0 (21–11, 21–13) W van MAS Chan/Goh: 2-0 (21–15, 21–11) kwartfinale: W van IND Jordan/Susanto: 2-0 (21–16, 21–11) halve finale: W van CHN Zhang/Zhao: 2-0 (21–16, 21–15) finale: W van MAS Chan/Goh: 2-0 (21–14, 21–12) |
| Praveen Jordan Debby Susanto            | dubbelspel (g) | 5e        | groep A: 2de W van HKG Lee/Chau: 2-1 (21–19, 19–21, 21–15) W van GER Fuchs/Michels: 2-0 (21–16, 21–15) V van CHN Zhang/Zhao: 0-2 (11–21, 18–21) kwartfinale: V van IND Ahmad/Natsir: 0-2 (16–21, 11–21) |

### Boogschieten
| Olympiër                                       | Discipline      | Resultaat | Prestatie |
| ---------------------------------------------- | --------------- | --------- | --- |
| Riau Ega Agatha                                | individueel (m) | 9e        | plaatsingsronde: 33ste 660 punten 1ste ronde: W van CHN Xing: 7–1 2de ronde: W van KOR Kim: 6–2 3de ronde: V van ITA Nespoli: 0–6 |
| Hendra Purnama                                 | individueel (m) | 33e       | plaatsingsronde: 39ste met 655 punten 1ste ronde: V van UKR Roeban: 3–7                                                           |
| Muhammad Wijaya                                | individueel (m) | 33e       | plaatsingsronde: 49ste met 647 punten 1ste ronde: V van ITA Nespoli: 3–7                                                          |
| Riau Ega Agatha Hendra Purnama Muhammad Wijaya | team (m)        | 5e        | plaatsingsronde: 10de met 1962 punten 1ste ronde: W van TPE: 6–2 kwartfinale: V van Verenigde Staten: 2–6                         |
|                                                |                 |           | |
| Ika Yuliana Rochmawati                         | individueel (v) | 33e       | plaatsingsronde: 42ste met 617 punten 1ste ronde: V van GBR Folkard: 5–6                                                          |

### Gewichtheffen
| Olympiër              | Discipline | Resultaat | Prestatie                                                    |
| --------------------- | ---------- | --------- | ------------------------------------------------------------ |
| Eko Yuli Irawan       | –62 g (m)  | Zilver    | trekken: 2de met 142kg stoten: 2de met 170kg totaal: 312kg   |
| Muhammad Hasbi        | –62 g (m)  | 7e        | trekken: 6de met 130kg stoten: 8ste met 160kg totaal: 290kg  |
| Triyatno              | –69kg (m)  | 9e        | trekken: 9de met 142kg stoten: 14de met 175kg totaal: 317kg  |
| I Ketut Ariana        | –69kg (m)  | DNF       | trekken: geen geldige poging                                 |
| Deni                  | –77kg (m)  | 12e       | trekken: 13de met 146kg stoten: 12de met 177kg totaal: 323kg |
|                       |            |           |                                                              |
| Sri Wahyuni Agustiani | –48kg (v)  | Zilver    | trekken: 2de met 85kg stoten: 2de met 107kg totaal: 192kg    |
| Dewi Safitri          | –53kg (v)  | 7e        | trekken: 7de met 80kg stoten: 6de met 105kg totaal: 185kg    |

### Roeien
| Olympiër       | Discipline | Resultaat | Prestatie |
| -------------- | ---------- | --------- | --- |
| Memo           | skiff (m)  | 16e       | serie 4: 3de in 7.14,17 kwartfinale 1: 4de in 6.59,76 halve finale C/D: 3de in 7.25,60 finale C: 4de in 6.59,44 |
|                |            |           | |
| Dewi Yuliawati | skiff (v)  | 29e       | serie 2: 6de in 9.36,10 herkansingen: 5de in 8.14,81 halve finale E/F: 2de in 8.39,95 finale E: 5de in 8.44,54  |

### Wielersport
| Olympiër        | Discipline | Resultaat | Prestatie                                                       |
| --------------- | ---------- | --------- | --------------------------------------------------------------- |
| Toni Syarifudin | BMX (m)    | 7e        | plaatsingsronde: 31ste in 40,975 kwartfinale: 7de met 22 punten |

### Zwemmen
| Olympiër        | Discipline           | Resultaat | Prestatie               |
| --------------- | -------------------- | --------- | ----------------------- |
| Glenn Sutanto   | 100m vlinderslag (m) | 35e       | serie 2 : 3de in 54,25  |
|                 |                      |           |                         |
| Yessy Yosaputra | 200m rugslag (v)     | 28e       | serie 1: 4de in 2.20,88 |